# Lizos

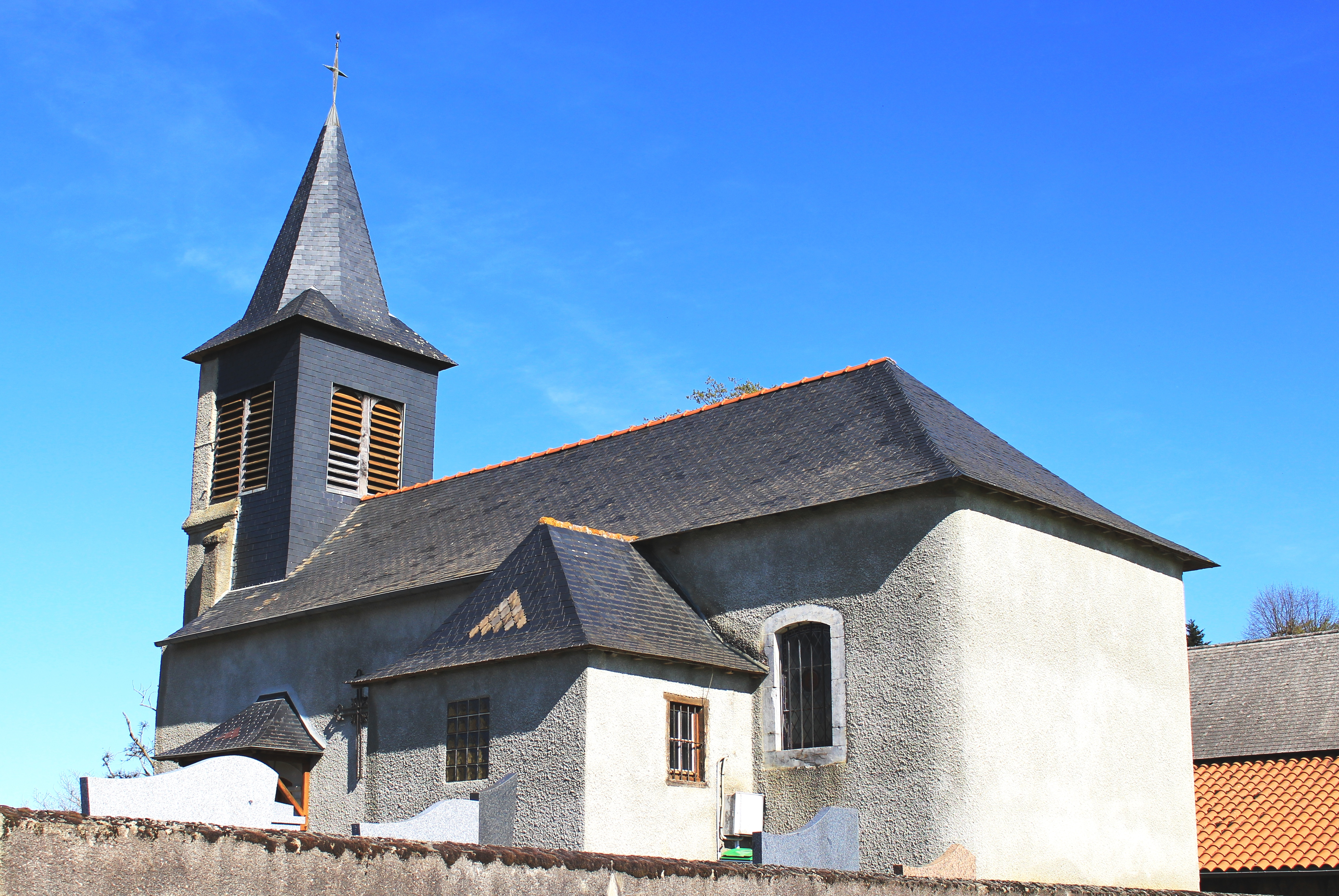
Lizos – Église Saint-Michel

Lizos (okzitanisch Lidòs) ist eine südfranzösische Gemeinde mit 112 Einwohnern (Stand 1. Januar 2022) im Zentrum des Départements Hautes-Pyrénées in der Region Okzitanien.

## Lage und Klima
Die Gemeinde Lizos liegt im Pyrenäenvorland in einer Höhe von ungefähr 360 m. Die nächstgelegene Stadt Tarbes befindet sich knapp 8 km südwestlich. Das Klima ist gemäßigt bis warm; Regen (ca. 840 mm/Jahr) fällt hauptsächlich im Winterhalbjahr.

## Bevölkerungsentwicklung
| Jahr      | 1800 | 1851 | 1901 | 1954 | 1999 | 2016 |
| --------- | ---- | ---- | ---- | ---- | ---- | ---- |
| Einwohner | 78   | 138  | 106  | 64   | 78   | 112  |

Wegen der durch die Reblauskrise im Weinbau und die zunehmende Mechanisierung der Landwirtschaft ausgelösten Landflucht ging die Einwohnerzahl der Gemeinde seit der Mitte des 19. Jahrhunderts kontinuierlich zurück. Die Nähe zur Stadt Tarbes hat um das Jahr 2000 ein neues Bevölkerungswachstum ausgelöst.

## Wirtschaft
Die Gemeinde ist nahezu ausschließlich landwirtschaftlich orientiert.

## Geschichte
Der Ortsname Loit oder Loid wird im 13. Jahrhundert erstmals urkundlich erwähnt. Seit dem Mittelalter bis zum Beginn der Französischen Revolution gehörte die Gemeinde zur historischen Provinz Bigorre.

## Sehenswürdigkeiten
Die Église Saint-Michel ist ein eher gedrungen wirkender Bau des 19. Jahrhunderts.